# Helmond Sport
O Helmond Sport é um clube de futebol holandês da cidade de Helmond, Brabante do Norte. Foi fundado em 27 de julho de 1967 e joga a Eerste Divisie. Manda seus jogos no Stadion De Braak, com capacidade para 4 100 pessoas.